# Camille (pictură de Monet)
Camille, cunoscută și sub numele de Femeia în rochie verde, este o pictură în ulei pe pânză realizată în 1866 de pictorul francez Claude Monet. Portretul o înfățișează pe viitoarea soție a lui Monet, Camille Doncieux, purtând o rochie și o jachetă verde. Monet a prezentat lucrarea la Salonul de la Paris din 1866, unde a fost bine primită de critici. Tabloul se află în colecția Kunsthalle Bremen.

## Descriere
Femeia în rochie verde este un portret în mărime naturală. Camille poartă o jachetă neagră împodobită cu blană peste o rochie de mătase cu dungi verzi și negre. Rochia de culoare verde smarald corespundea modei din acea vreme, cu dungi verticale contrastante. Mănușile din piele galbenă și o capă de culoare închisă decorată cu pene servesc drept accesorii. Camille își poartă părul într-un coc legat cu panglici negre la ceafă. Fundalul imaginii este o perdea de culoare roșu închis, aproape neagră.
Prin compoziția imaginii, Monet a reușit să transmită mișcare. Trena rochiei a fost tăiată la marginea stângă a imaginii, provocând o mișcare în această direcție care depășește marginea imaginii. Vivacitatea este, de asemenea, creată de jocul faldurilor fustei. Poziția ușor întoarsă spre spate a capului reprezintă un moment de pauză în imagine. Figura pare să se asculte pe sine, și nu să reacționeze la cineva care îi vorbește. Acest lucru este realizat prin ochii coborâți, evitând astfel contactul vizual cu privitorul. Tabloul este semnat în dreapta jos Claude Monet 1866.
Lumina acestei picturi este unică prin faptul că este difuză și originea ei este obscură. Vedem un fel de semicerc de lumină care o înconjoară pe Camille pe podea, iar sursa îi evidențiază în special fața, mâna și fusta. Lumina provine probabil de la o fereastră, deoarece are un aspect prea natural pentru a fi produsă de lumânări sau lămpi cu gaz. Amplasarea ferestrei este greu de spus, dar este probabil în stânga și în fața ei, deoarece umbra ei este proiectată în dreapta, dar fața și fusta ei sunt în continuare evidențiate..